# Microlicia cordata
Microlicia cordata är en tvåhjärtbladig växtart som först beskrevs av Spreng., och fick sitt nu gällande namn av Adelbert von Chamisso. Microlicia cordata ingår i släktet Microlicia och familjen Melastomataceae. Inga underarter finns listade i Catalogue of Life.